# 聖拉斐爾縣 (哥斯達黎加)
聖拉斐爾縣（西班牙語：Cantón de San Rafael），是哥斯達黎加的縣份，位於該國中北部，由埃雷迪亞省負責管轄，首府設於聖拉斐爾，面積48.39平方公里，海拔高度1,332米，2011年人口45,965人，人口密度每平方公里949.89人。